# Fort Montagu
Le fort Montagu est un fort situé à Nassau aux Bahamas.

## Historique

### Construction
Construit en 1741 en calcaire local, le fort Montagu est le plus ancien fort encore debout sur l'île de New Providence. Sa construction a été entreprise par Peter Henry Bryce, sous l'autorité du gouverneur John Tinker, pour défendre l'île des envahisseurs espagnols. Il comptait 23 canons et plus de 95 barils de poudre à canon.

### Guerre d'indépendance américaine
Le fort a joué un rôle important pendant la guerre d'indépendance américaine, puisqu'il s'agissait du premier assaut amphibie réussi du corps des marines des États-Unis par Esek Hopkins lors de la bataille de Nassau. Le fort n'avait pas connu d'action depuis plus de trente ans. Hopkins s'est approché de New Providence du côté est du port. Le gouverneur Montfort Browne a ordonné au fort de tirer trois coups de feu en guise d'avertissement. Cependant, les soldats ont évacué le fort et les Américains ont pu s'emparer du fort.

### Période espagnole
En 1782, les Espagnols envahissent la ville avec l'appui de plus de quatre-vingts navires.

### Période anglaise
En 1783, le colonel Andrew Deveaux, un loyaliste de Saint Augustine, en Floride, apprend que le territoire britannique voisin des Bahamas a été capturé par l'Espagne. Deveaux partit cette même année dans le but de le récupérer pour la Grande-Bretagne. Utilisant 220 miliciens et 150 mousquets, il conçut un plan pour tromper les troupes espagnoles en leur faisant croire qu'ils étaient en infériorité numérique. Pensant être surpassés et donc effrayés, les Espagnols tentèrent de brûler le fort mais furent stoppés par Andrew Deveaux et ses troupes.

## Situation géographique
Le fort Montagu est situé à l'extrémité est du port de Nassau, le long du front de mer.